# 麥欣童
麥欣童（英語：Sue Mak，1991年8月13日—），暱稱「Sue姐」，香港女演員及模特兒。主要活躍於幕前表演及足球評述工作。

## 簡歷
2020年，她加入啱Channel負責幕前表演工作，同時亦有為ViuTV不同節目幕前演出。
2021年4月，她參與演出啱Channel聯同另外三個香港YouTube頻道試當真、小薯茄、FHProductionHK的「四台聯播」活動。

## 演出

### 電視劇（ViuTV）
- 2017年：《詭探》 飾 陳太女兒（第6集）
- 2017年：《瑪嘉烈與大衛系列 前度》特別篇 飾 Jace朋友[2]
- 2019年：《娛樂風雲》 飾 咖啡店員工（第86集）

### 電視節目（ViuTV）
- 2021年：《水著考有Feel》嘉賓[3][4]

### 電視劇（香港電台）
- 2016年：《獅子山下2016》 （第3集—戰豬）
- 2016年：《私隱何價II》

### 電影
- 2014年：《青春鬥》
- 2017年：《初戀日記：賤男蜜擾》

### MV
- 2014年：Kolor - 初老
- 2022年：安俊豪 - 癮[5]

## 外部連結
- 麥欣童的Facebook專頁
- 麥欣童的Instagram帳戶
- 麥欣童的Telegram 群組 （页面存档备份，存于）